# Berbekia
La berbekia es un instrumento musical de cuerda pulsada usado en la música popular de los países árabes. La berbekia está construida en madera y cuenta con cuatro dobles cuerdas. 
Este instrumento es una variedad del laúd en el que no hay trastes y con una caja de resonancia más grande.